# Le Ménil-Guyon
Le Ménil-Guyon település Franciaországban, Orne megyében. Lakosainak száma 83 fő (2022. január 1.). Le Ménil-Guyon Trémont, Boitron, Le Chalange és Montchevrel községekkel határos.

## Népesség
A település népességének változása:
| Lakosok száma | 91   | 83   | 79   | 77   | 77   | 76   | 78   | 81   | 83   |
|               | 2013 | 2015 | 2016 | 2017 | 2018 | 2019 | 2020 | 2021 | 2022 |